# Giovanni Francesco Giuseppe Bagnolo
Giovanni Francesco Giuseppe Bagnolo (Turin, 4 octobre 1709 - Turin, 14 mai 1768) est un érudit italien.

## Biographie
Docteur en droit et mathématicien, Giovanni Francesco Giuseppe Bagnolo est né à Turin, en 1709. Il a laissé des dissertations "sulla gente Curzia e dell’età di Q. Curzio l’istorico", Bologne, 1741, in-8° ; sur l’Ortatore, emploi de la marine ; une lettre "sull’Aurora boreale". Son principal ouvrage, qui est très-estimé en Italie, est l’explication des Tables eugubines (Venise, 1748). Dans la première partie de ses recherches, il donne le système général qu’il a suivi pour l’interprétation de ces tables ; il expose ensuite comment elles ont été retrouvées, et il juge les auteurs qui ont traité de ces matières ; il démontre en quelle langue elles ont été écrites, s’étendant particulièrement sur tout ce qui concerne ces monuments de la théologie païenne dont il dévoile les principes. La première partie de l’ouvrage est terminée par une version littérale de trois de ces tables, qui contiennent l’iconologie des anciens éclaircie par des notes savantes. Le comte Bagnolo a écrit sur la langue italienne ; il a fourni plusieurs mots nouveaux au vocabulaire imprimé à Venise en 1745. On trouve aussi de lui, dans la collection Calogerana, un traité sur le carré des nombres. Giovanni Francesco Giuseppe Bagnolo est mort le 14 mai 1768.